# Harold Samuel
Harold Solomon Samuel (* 23. Mai 1879 in London; † 25. Januar 1937 ebenda) war ein englischer Pianist und Komponist.

## Leben
Samuel studierte am Royal College of Music in London Klavier bei Edward Dannreuther und Komposition bei Charles Villiers Stanford. 1898 debütierte er in London mit Bachs Goldberg-Variationen. Mit seinen auf das Werk Bachs konzentrierten Konzerten war er zunächst wenig erfolgreich, so dass er außerdem als Klavier- und Gesangslehrer und als Klavierbegleiter (u. a. mit der Geigerin Isolde Menges) arbeitete. Den Durchbruch als Pianist hatte er 1919 mit einer Aufführung des Gesamtwerkes für Klavier von Bach in London. 1921 spielte er in einem sechsteiligen Zyklus Bachwerke in London und in New York. Ab 1924 unternahm er regelmäßig Konzertreisen durch die USA. Er erwarb sich auch Ansehen als Brahms-Interpret und 1925 spielte er das Klavierkonzert von Herbert Howell. Als Komponist trat Samuel mit Liedern, Klavierstücken und der musikalischen Komödie Hon'ble Phil hervor.